# Короб (единица объёма)
Ко́роб, коробья  —  две русских дометрических меры измерения объёма сыпучих тел.

## Коробья
Коробья — новгородская средневековая мера измерения овса или пшеницы (так называемая хлебная мера). Коробья делилась на четыре четверки (четки) или на 16 четвериков. Коробья упоминается в источниках XV века, но существовала и ранее, ибо в акте 1437 года упомянута «старая коробья», откуда надобно заключить, что в XV веке коробья подверглась преобразованию.

## Короб
Короб — мера измерения объёма древесного угля, заготовлявшегося в XVIII—XIX веках на российских горных заводах. 
Впервые установлена на Урале указом пермской казённой палаты в 1782 году, причём, по штатам 1847 года, для заводов казённых нормальная форма короба определена как опрокинутая усечённая пирамида с основанием (в четвертях аршина) длиной 12 и шириной 3, вверху длиной 14 и шириной 6, при высоте 6, то есть равная по объёму 22656 куб. врш. = 5,53 куб. арш., (или по весу около 20 пудов угля). Возможно на это повлияла пермская мера дров Ко́роб, поленница длиной 14 чтвр., выш. 
Короб разделяется на 24 «решётки», каждая в 936 куб. вершков. 
На частных уральских горных заводах величина короба, например, на Ревдинском заводе, принята в 4,69 куб. арш., Билимбаевском — 6,45, Кызеловском — 8,34, Архангельском — 10,00, Пашийском — 12,20 и проч. Точно также величина короба на других казённых горных заводах различается от принятой на Урале, например, на алтайских она равна 6,12 куб. арш., вятских (Воткинском и Ижевском) — 5,85, Олонецких и Нерчинских — 3.26.